# Ecaterina Brisc
Ecaterina (Ileana) Brisc (n. 14 martie 1946, Carei - d. ? ) este  un fost  demnitar comunist român de origine maghiară. Ecaterina Brisc a fost membru supleant al CC al PCR în perioada 1984 - 1989. 